# Глобальне село
Глоба́льне село́ (англ. Global Village) — соціологічний і філософський термін, яким користуються, щоб вказати на те, що сучасне людство за умов надвисоких швидкостей та інформаційних технологій живе на планеті нібито без кордонів: увесь світ стає для індивідуума настільки близьким і доступним, наче село, в якому народився та виріс. Термін уперше вжито 1962 року канадським теоретиком Маршаллом Маклуеном (англ. Marshall McLuhan) у творі «Галактика Ґутенберґа» (англ. The Gutenberg Galaxy), в якому він описує, як масмедіа долають просторові та часові бар'єри, уможливлюючи людям спілкуватись у небачених досі масштабах — і в цьому сенсі земна куля перетворюється на віртуальне «глобальне село» завдяки ЗМІ. Ця праця автора разом з іншими була за СРСР в умовах «залізної завіси» малодоступною.
За Маклуеном, людство досягло тієї стадії розвитку, в основі якої лежить повна взаємозалежність всіх людських груп, націй, культур та релігій. Тепер людство перебуває в одній зоні тісної взаємодії: будь-яка подія на будь-якому континенті одразу ж здійснює вплив на добробут і поведінку людей на всіх інших континентах, з чого й випливає, що всі нації та всі співтовариства пов'язані між собою тісною мережею взаємозв'язків, ніби мешкаючи у «єдиному селі». Такі процеси багаторазово зменшують світ, перетворюючи його на «глобальне село», чому також сприяє діяльність транснаціональних корпорацій, електронні ЗМІ, в тому числі і міжнародні та Інтернет, а вже наслідками виступають масові міграції населення в межах світу, глобалізація, вестернізація тощо.